# おやまゆうえんハーヴェストウォーク
おやまゆうえんハーヴェストウォーク は、栃木県小山市喜沢にあるショッピングセンターである。開業は2007年3月29日。

## 概要
2005年2月に閉園した小山ゆうえんちの跡地を利用して、デベロッパーの株式会社ザイマックスプロパティズの主導により再開発された、郊外型ウォークスルー・オープンモール形式のショッピングモール。大小合わせて約70店舗の専門店で構成されている。
再開発時のメインコンセプトは『遊園地の記憶を残す』点で、通常GMSには無い「街歩き」をコンセプトに取り入れた方法が当時の注目を集めた。
開発は第一期と第二期に分かれるが2007年3月と4月でいずれもザイマックス・プロパティーズ傘下の「ザイマックス・キューブ」がデベロップメントを担当。ヨークベニマルは売場面積886坪で投資額6億円（2007年3月30日開業）、ケーズデンキ（2007年3月29日開業）は売場面積1,000坪で投資額は約7.5億円だった。
その後、第三期と第四期開発を行い、スポーツデポとフードパーク（2007年5月31日開業）、シネマハーヴェストウォーク（2007年7月21日開業）をもって全面開業をした。全面開業時点の事業主体はSPC（ペガサス・インベストメント社）で、敷地面積は約11.3万平方メートル、延床面積は約7.6万平方メートル、店舗面積は約4.3万平方メートル、総事業費100億円（店舗開発費用は含まず）、年間売上目標は200億円だった。
その後、2017年10月7日に施設がリニューアルオープンした。これによりモール内には「メリーゴーランドタウン」、「パークタウンノース」、「パークタウンイースト」、「パークタウンウエスト」、「パークタウンサウス」の5つのショッピングエリアと、「ウォータープラザ」、「ハーヴェストプラザ」、「メリーゴーランドプラザ」などの多目的な屋外広場がある。
同施設のランドマークとして、「メリーゴーランドプラザ」に小山ゆうえんちから引き継いだメリーゴーランド（元々は横浜ドリームランドから移設した機体）があり、またアトラクションに使用されていたコーヒーカップの一部が休憩用ベンチとして設置されている。
施設全体のコンセプトは、「SHOPPING IN THE PARK」（公園でショッピング）である。

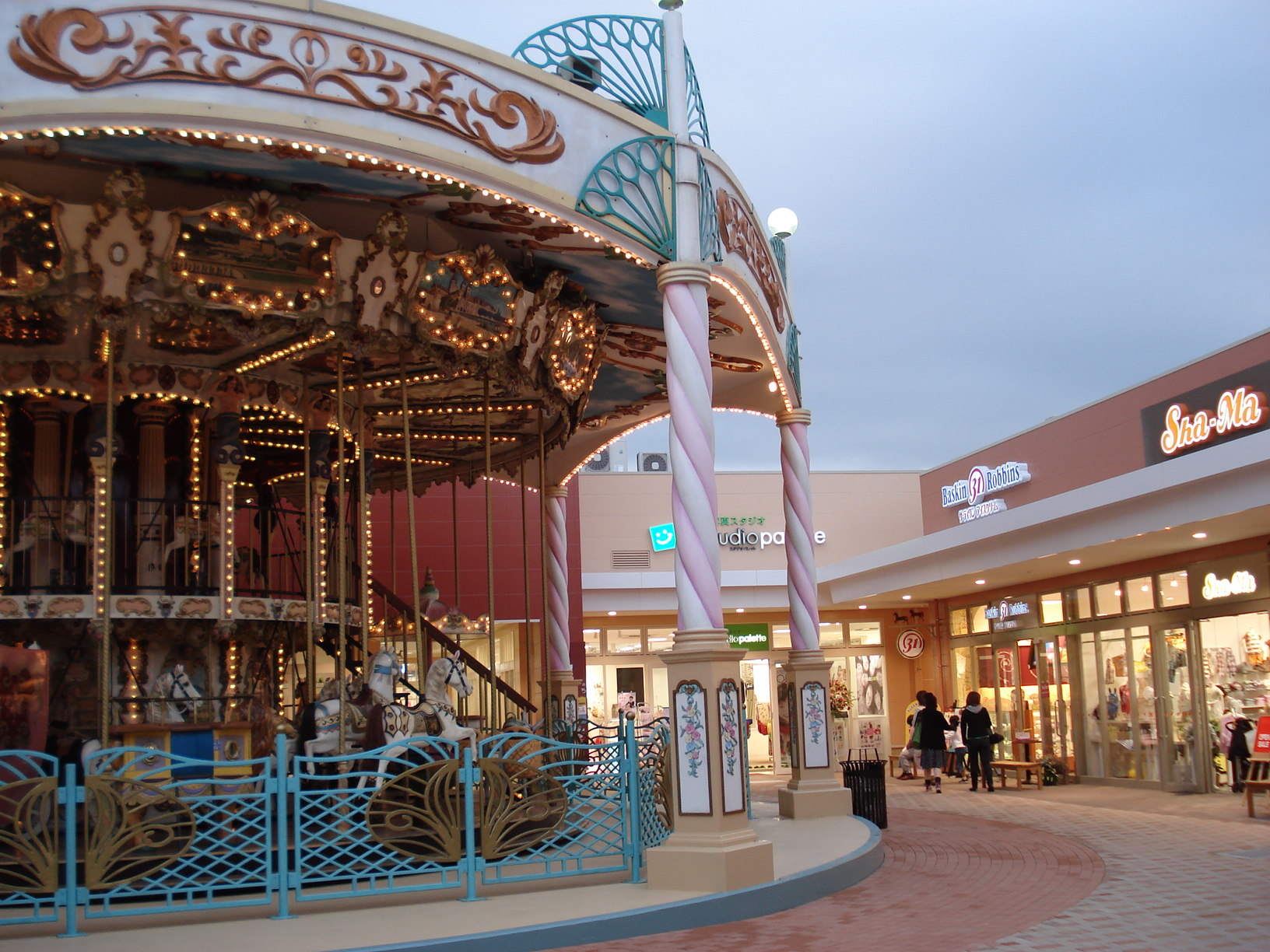
メリーゴーランド

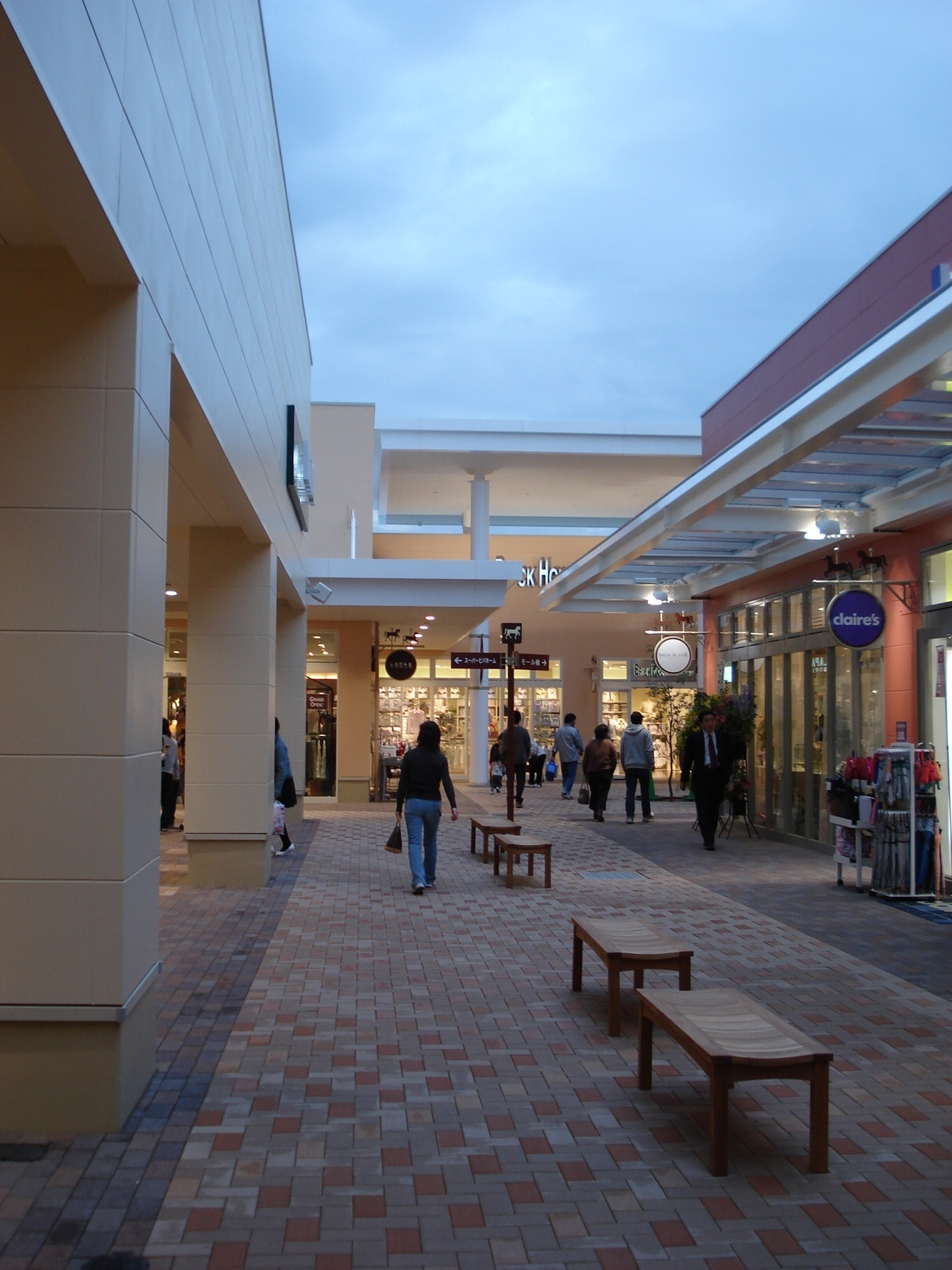
メリーゴーランドタウンの店舗

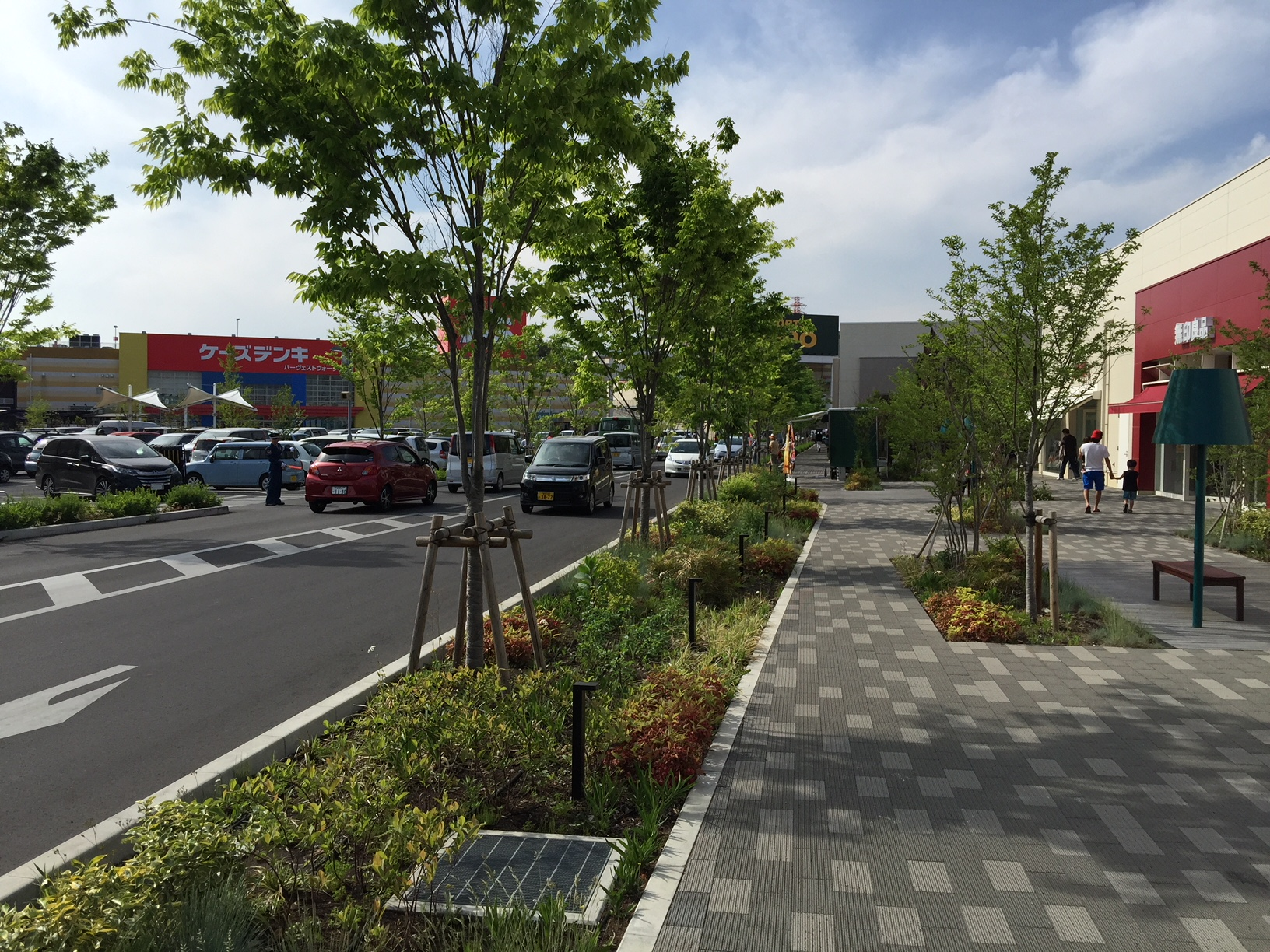
バーウェストアベニュー

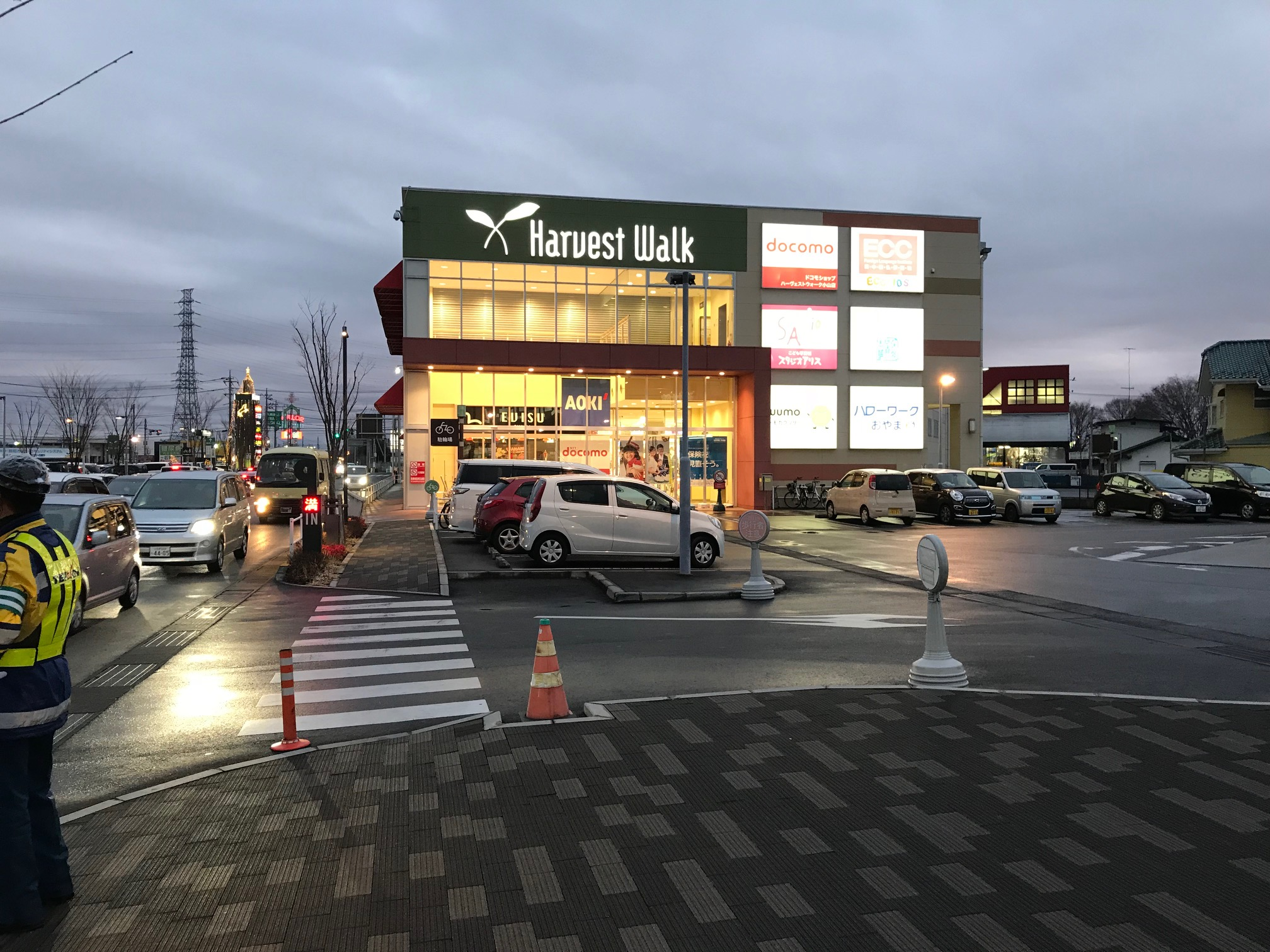
パークタウンサウスの店舗

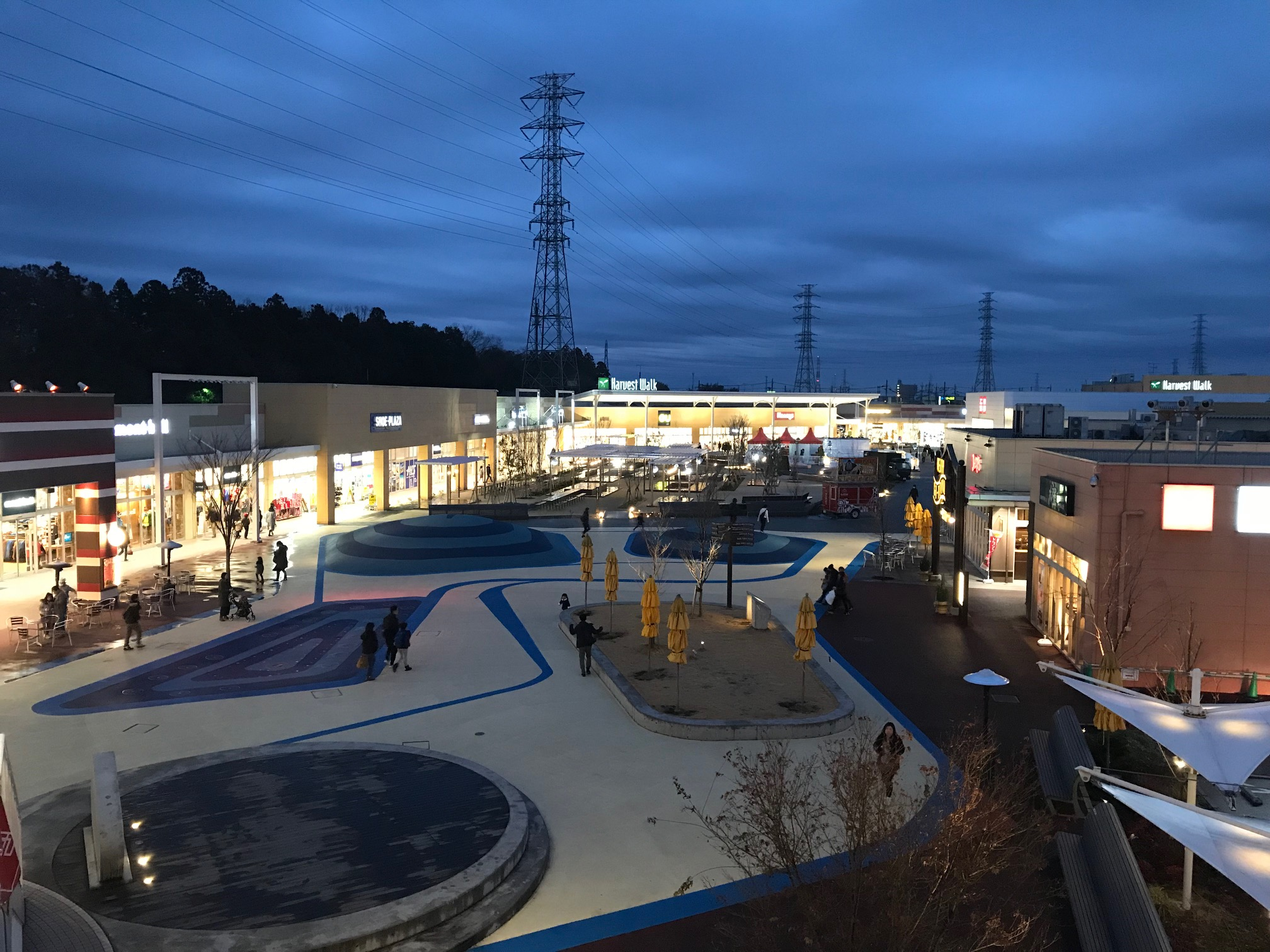
パークタウンノースの店舗とウォータープラザ・ハーヴェストプラザの全景

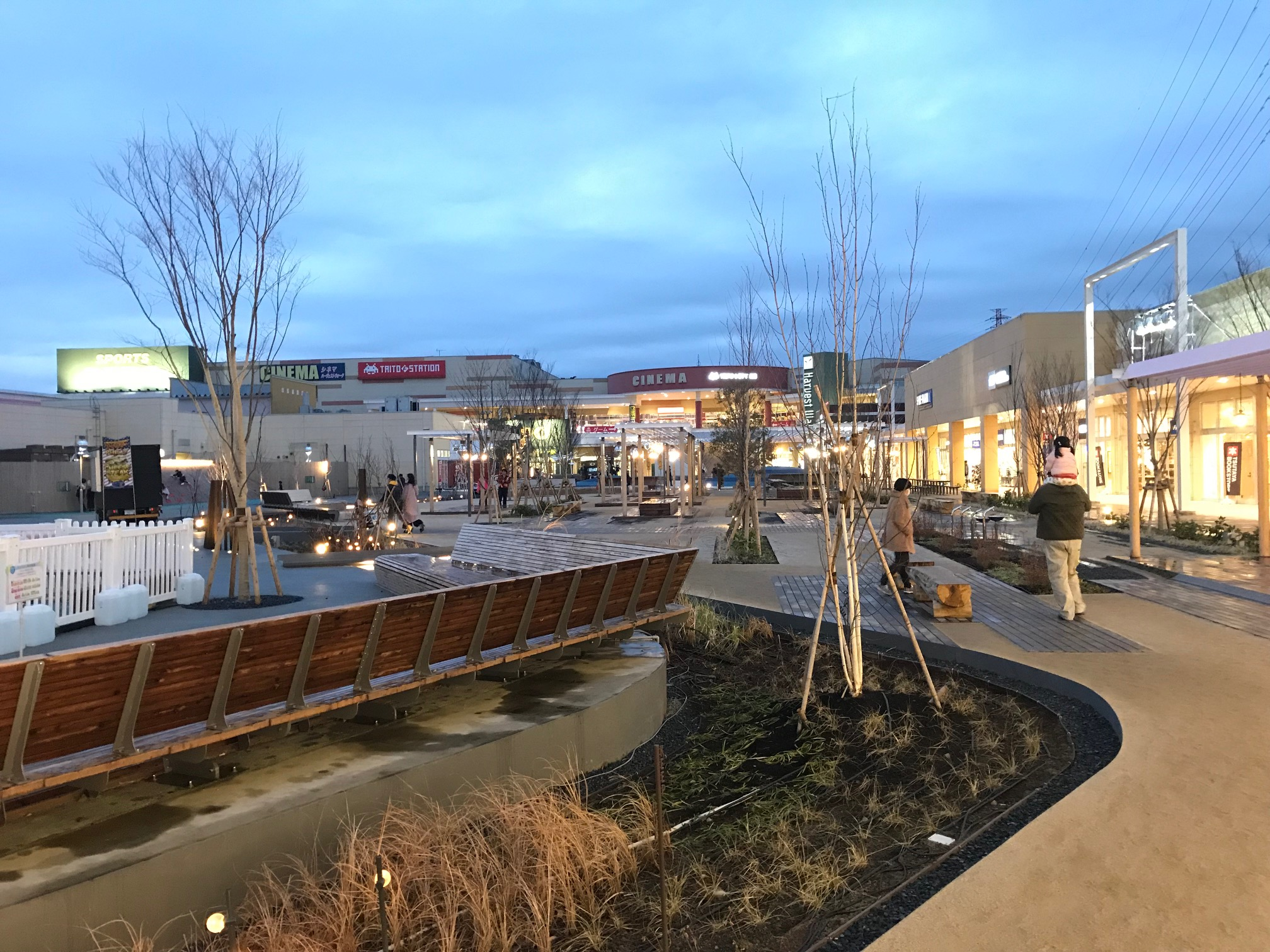
ハーヴェストガーデン

小山駅西口近くの小山国際第一ホテル前より無料シャトルバスを平日30分間隔・土休日15～30分間隔で運行していたが、2020年4月1日よりおーバス化され有料の路線バスとなった。さらに同年10月より小山駅の発着所が西口ロータリー内に移設された。おーバス化後も、小山駅からハーヴェストウォーク間の利用かつ学生証等の提示がある場合のみ学生（中学生・大学生・専門学校生）は運賃無料となる。

## 店舗一覧

### Merrygoround-TOWN（メリーゴーランドタウン）
- M01  Francfranc
- M02  none
- M03  ザ・クロックハウス
- M04  DHC直営店
- M05  aruru storia
- M06  ブルーブルーエ ゼネラルストア
- M07  Patty's & CLOVER
- M08  ハートマーケット
- M09  グローバルワーク
- M10  ユニクロ
- M11  スターバックス コーヒー
- M12  ANAP
- M13  aimerfeel
- M14  マクドナルド
- M15  デザート王国
- M16  デニーズ
- M17  大戸屋 ごはん処
- M18  藤ヱ門
- M19  ぷんぷくまる
- M21  none
- M22  ほんざわや
- M23  サーティワンアイスクリーム
- M24  ABC-MART
- M25  シューラルー
- M26  studio CLIP
- M27  Green Parks fuuwa
- M28  ジンズ
- M29  無印良品

### Parktown-NORTH（パークタウンノース）
- N01  西松屋
- N02  THE SHOP TK
- N03  ライトオン
- N04  ハニーズ
- N05  GU／ジーユー
- N06  TSUTAYA BOOKSTORE
- N06-1  Cafe FUJINUMA
- N06-2  エイチ・アイ・エス
- N07  シュープラザ
- N08  モンベルストア
- N09  バーウェストウォークフードコート
  - 香蔵製麺所 閉店
  - たこ焼 TACO-DAMA 閉店
  - ペッパーランチ （閉店2022年12月25日）
  - らあめん花月嵐 閉店
  - リンガーハット （閉店2023年1月15日）
  - 全国ご当地グルメ屋台 閉店
  - ホットドッグVincent（開店2019年7月26日、閉店2023年1月9日）
- N10  タイトーFステーション
- N11  スポーツデポ
- N12  シネマハーヴェストウォーク
- N13  ソフトバンクショップ

### Parktown-EAST（パークタウンイースト）
- E01  ヨークベニマル
- E02  ザ・ダイソー
- E03  わくわく広場
- E04  マツモトキヨシ
- E05  オフノオン
- E06  クラフトハートトーカイ
- E07  JTB
- E08  エースコンタクト
- E09  栃木ミサワホーム
- E10  おやまゆうえん歯科
- E11  ビーエル ブロッサム
- E12  ギター&ウクレレ スタジオ マハナ
- E14  前田メディカルクリニック
- E15  光南健診クリニック
- E17  からだ工房

### Parktown-WEST（パークタウンウエスト）
- W01  スーパービバホーム
- W02  ケーズデンキ

### Parktown-SOUTH（パークタウンサウス）
- S01  ドコモショップ
- S02  ECC外語学院
- S03  AOKI
- S04  保険見直し本舗
- S05  エヴィス オヤマ
- S06  スタジオアリスLipi
- S07  スーモカウンター
- S08  ハローワークおやま

## アクセス
- JR小山駅西口より おーバス ハーヴェストウォーク線「ハーヴェストウォーク」下車
- 無料駐車場約2,000台、無料駐輪場約1,000台